# Гвардия (футбольный клуб, Феодосия)
«Гвардия» — крымский футбольный клуб из города Феодосия. Выступает в Премьер-лиге Крымского футбольного союза. Основан в 2022 году.

## История
В ноябре 2020 год феодосийская «Гвардия» дебютировала в Открытом Кубке Крыма, сумев по итогам двух матчей 1/4 финала обыграть «Саки» (4:0). Полуфинальные матчи для «гвардейцев» закончились поражением от севастопольского «Черноморца» (3:5).
В ноябре 2021 года команда стала победителем Мемориала Юрковского, одолев в финале «Коктебель». Команда также участвовала в Открытом зимнем первенстве Феодосии (8 на 8), где заняла второе место.

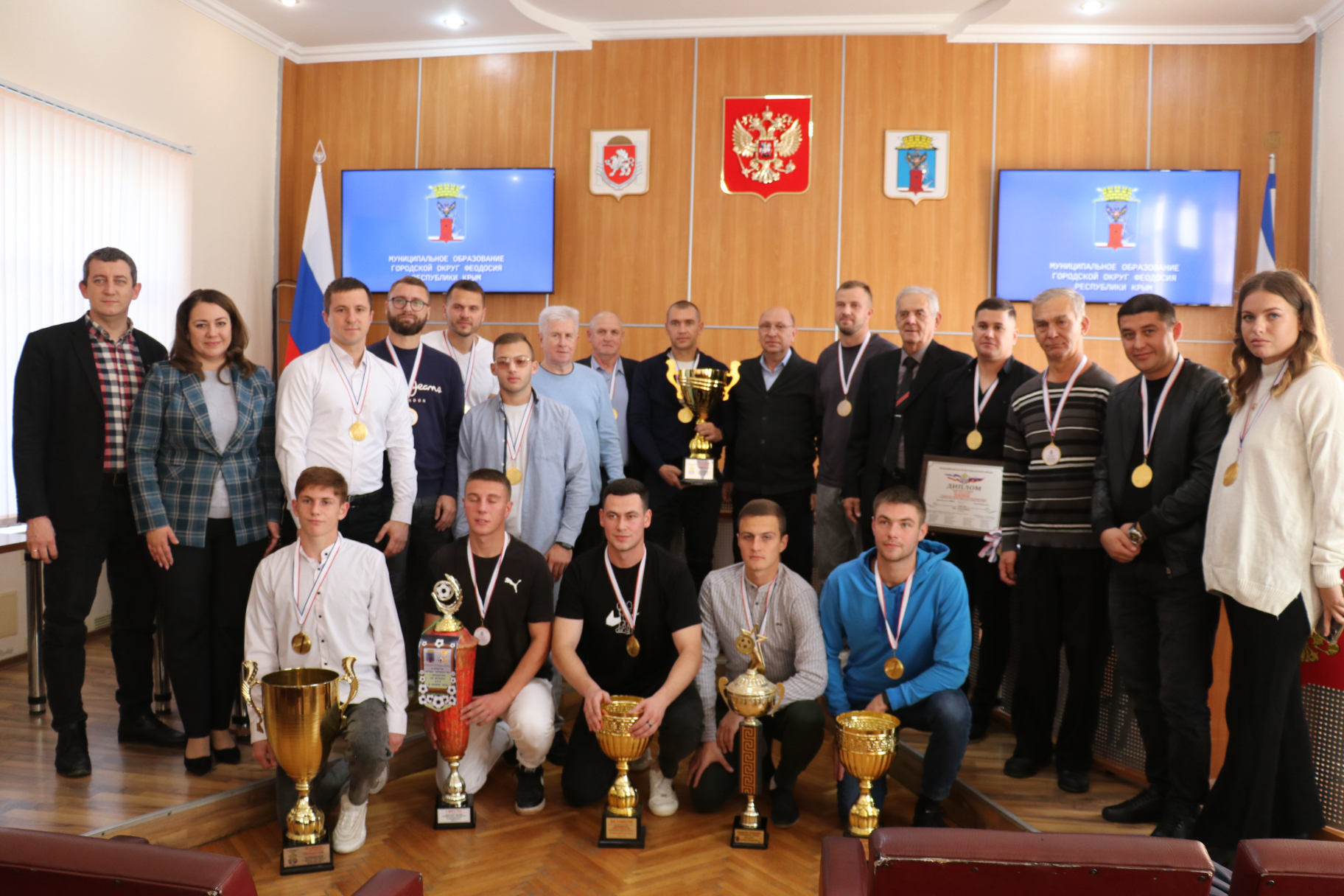
Чествование команды после окончания сезона 2023 года

Тем не менее официальной датой основания клуба считается 26 августа 2022 года. В сезоне 2022 года «Гвардия» стала участником Открытого чемпионата Крыма, где заняла в первом для себя сезоне пятое место. «Гвардия» также сыграла в молодёжном фестивале по пляжным видам спорта в Судаке в августе 2023 года, где одержала победу в соревнованиях по пляжному футболу. На Открытом зимнем первенство Феодосии 2023 года «Гвардия» стала второй. В апреле 2023 года команда победила на Кубке памяти Владимира Шайдерова.
По итогам сезона 2023 года феодосийцы стали победителями Открытого чемпионата Крыма, завоевав право выступить в Премьер-лиге Крымского футбольного союза. Лучшим игроком турнира был признан Юрий Зыгарь, а лучшим вратарём — Сергей Мачух. Кроме того, «Гвардия» стала обладателем Открытого Кубка Крыма, обыграв в финале красногвардейскую «Орбиту» (2:0).

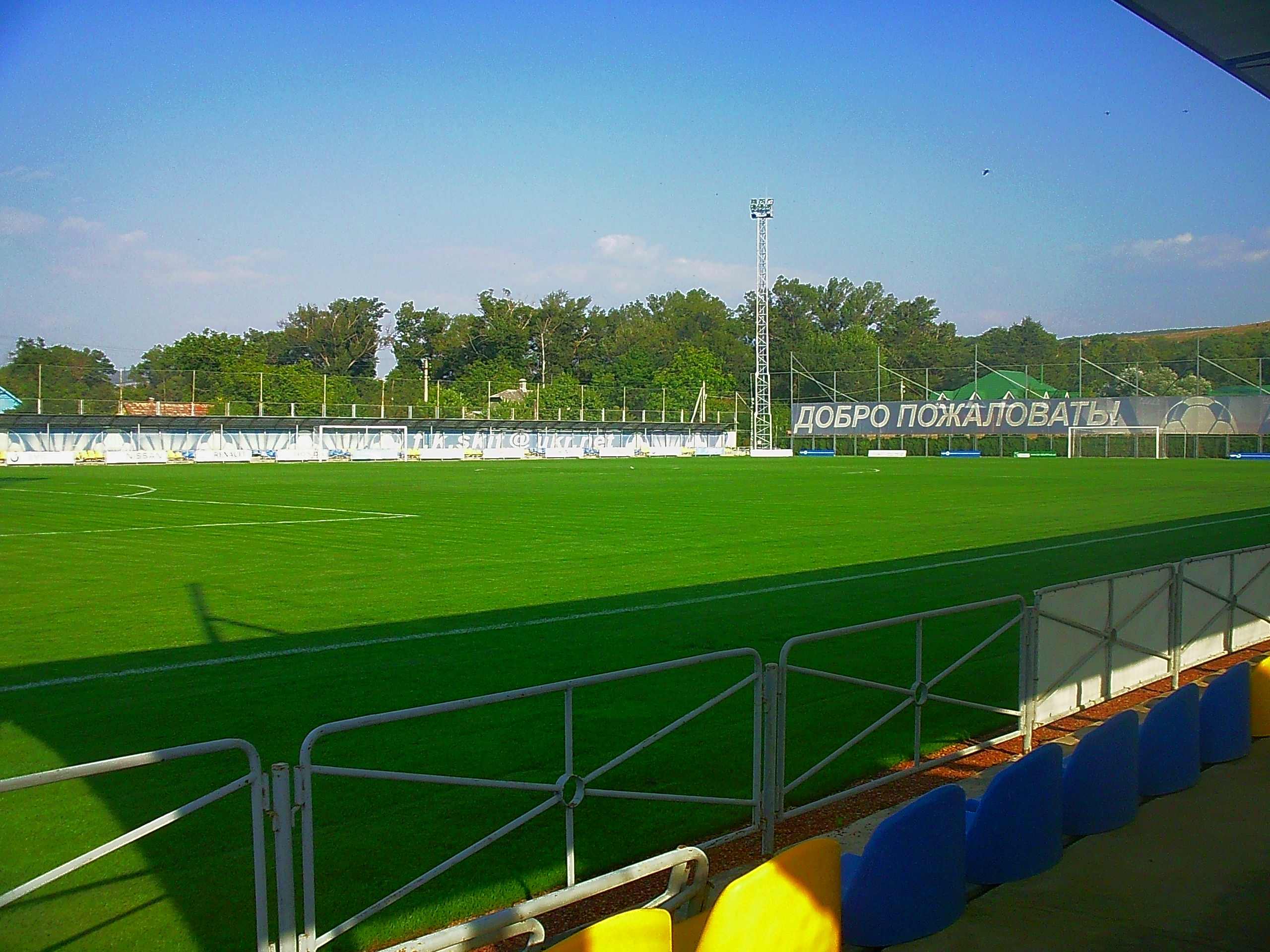
Стадион «Скиф»

Перед стартом Премьер-лиги Крыма сезона 2024 года команда вновь сыграла на городском зимнем чемпионате, где на этот раз стала победителем группы «А». Первая игра в Премьер-лиге Крыма против молодёжненской «Спарты-КТ» завершилась поражением «Гвардии» со счётом 1:3. В следующем матче против «Инкомспорта» клуб одержал свою первую победу в турнире — 5:1.
В течение сезона клуб не провёл ни одной игры в Феодосии из-за ремонта стадион имени Владимира Шайдерова. Первую половину сезона домашним стадионом служил керченский стадион имени 50-летия Октября, а во второй половине — стадион «Скиф» в Новопавловке. Во время игры 6 тура против «Ялты» (0:3) получил серьёзную травму основной вратарь феодосийцев Сергей Мачух, выбывший до конца сезона из-за перелома двух берцовых костей со смещением. По итогам сезона «Гвардия» заняла шестое место, сохранив место в Премьер-лиге. В полуфинальном противостоянии в Кубке КФС феодосийцы проиграли «Спарте-КТ» (2:5).

## Главные тренеры
- Якимович Алексей (с 2024 года)

## Достижения
- Победитель Открытого чемпионата Крыма: 2023
- Победитель Открытого Кубка Крыма: 2023

## Статистика
| Лига  | Лига                     | Лига    | Лига | Лига | Лига | Лига | Лига | Лига | Лига | Кубок      |
| Сезон | Турнир                   | Место   | И    | В    | Н    | П    | ГЗ   | ГП   | О    | Кубок      |
| ----- | ------------------------ | ------- | ---- | ---- | ---- | ---- | ---- | ---- | ---- | ---------- |
| 2022  | Открытый чемпионат Крыма | 5 из 8  | 14   | 6    | 2    | 6    | 43   | 47   | 20   |            |
| 2023  | Открытый чемпионат Крыма | 1 из 10 | 16   | 12   | 1    | 3    | 49   | 32   | 37   | Победитель |
| 2024  | Премьер-лига КФС         | 6 из 8  | 28   | 8    | 2    | 18   | 41   | 71   | 26   | 1/2 финала |